# 천문학자 목록
다음은 천문학자 목록이다.

## ㄱ
- 갈릴레오 갈릴레이
- 감덕
- 고사이 히로키
- 고이시카와 마사히로
- 기무라 히사시

## ㄴ
- 니콜라 루이 드 라카유
- 니콜라우스 코페르니쿠스
- 다비트 파브리치우스

## ㄷ
- 데이비드 길

## ㄹ
- 러셀 앨런 헐스
- 레오나르도 다 빈치
- 로버트 헨리 딕
- 루제르 요시프 보슈코비치
- 리카르도 자코니

## ㅁ
- 마거릿 버비지
- 마리아 마가레테 키르히
- 마이클 E. 브라운
- 마크 아론슨
- 밀턴 휴메이슨

## ㅂ
- 바스카라 2세
- 발터 바데
- 보나벤투라 카발리에리
- 브라마굽타
- 비루니
- 빅토르 암바르추먄
- 빌럼 더시터르

## ㅅ
- 사모스의 아리스타르코스
- 새뮤얼 피어폰트 랭글리
- 샌드라 페이버
- 솜나트 바라드와즈
- 수브라마니안 찬드라세카르
- 스반테 아레니우스
- 스티븐 호킹

## ㅇ
- 아리아바타
- 아사프 홀
- 아서 스탠리 에딩턴
- 아이나르 헤르츠스프룽
- 안데르스 셀시우스
- 안데르스 요나스 옹스트룀
- 알렉시 부바르
- 알베르트 아인슈타인
- 압드 알라흐만 알수피
- 애니 점프 캐넌
- 앤드리아 M. 게즈
- 앤서니 휴이시
- 앤설 애덤스
- 앨런 구스
- 야코뷔스 캅테인
- 에드먼드 핼리
- 에드워드 에머슨 바너드
- 에드윈 허블
- 에라토스테네스
- 에우독소스
- 오마르 하이얌
- 올린 에겐
- 외젠 조제프 델포르트
- 요제프 폰 프라운호퍼
- 요하네스 케플러
- 요하네스 헤벨리우스
- 요한 고트프리트 갈레
- 요한 바이어
- 요한 엘레르트 보데
- 요한 프란츠 엥케
- 요한 하인리히 람베르트
- 욘 드레위에르
- 월터 시드니 애덤스
- 윌리어미나 플레밍
- 윌리엄 라셀
- 윌리엄 앨프리드 파울러
- 윌리엄 허긴스
- 윌리엄 허셜
- 이케야 가오루 (천문학자)

## ㅈ
- 자크 카시니
- 장 실뱅 바이
- 장도미니크 카시니 (1748년)
- 제라르 드보쿨뢰르
- 제러드 카이퍼
- 제러마이아 호록스
- 제롬 랄랑드
- 제임스 브래들리
- 제임스 챌리스
- 제임스 호프우드 진스
- 조르주 르메트르
- 조반니 도메니코 카시니
- 조셀린 벨 버넬
- 조제프루이 라그랑주
- 조지 가모프
- 조지 비델 에어리
- 조지 엘러리 헤일
- 존 구드릭
- 존 러셀 하인드
- 존 쿠치 애덤스
- 존 플램스티드
- 존 허셜

## ㅋ
- 카를 프리드리히 가우스
- 캐롤라인 허셜
- 콰리즈미
- 크리스티안 하위헌스

## ㅌ
- 튀코 브라헤

## ㅍ
- 페테르 안드레아스 한센
- 프랑수아 아라고
- 프랜시스 베일리
- 프랭크 드레이크
- 프레드 호일
- 프리드리히 베셀
- 프리드리히 빌헬름 아르겔란더
- 피에르 장센
- 피에르시몽 드 라플라스 후작

## ㅎ
- 하야시 추시로
- 하인리히 루트비히 다레스트
- 한네스 알벤
- 햐쿠타케 유지
- 헨리 드레이퍼
- 헨리에타 스완 레빗
- 헬렌 소여 호그
- 후루카와 기이치로
- 훌리오 가라비토 아르메로
- 히라야마 기요쓰구
- 히버 다우스트 커티스
- 히파르코스
- 히파티아